# IEEE 802.11f
IEEE 802.11f lub Inter Access Point Protocol – zalecenie IEEE, opisujące opcjonalne rozszerzenie standardu 802.11. Definiuje roaming w sieciach 802.11a, 802.11g i 802.11h przy zastosowaniu protokołu IAPP. Zapewnia bezprzewodową komunikację z jednym punktem dostępu (ang. access point) oraz jego wybór spośród wielu dostępnych. Umożliwia m.in. przemieszczanie się z laptopem pomiędzy strefami zasięgu różnych punktów dostępu bez przerywania połączenia.

## Główne zadania 802.11f
- Komunikacja pomiędzy punktami dostępu poprzez „system dystrybucji” (ang. distribution system).
- Wymiana informacji o stacjach mobilnych pomiędzy punktami dostępu.
- Zarządzanie tabelami przekazywania mostków.
- Zabezpieczanie komunikacji pomiędzy punktami dostępu.

IEEE 802.11 nie specyfikuje komunikacji pomiędzy punktami dostępu w celu wspomagania roamingu użytkowników z jednego punktu dostępu do innego i ustalania równego obciążenia punktów dostępu. Standard celowo nie definiuje tych elementów, aby zapewnić elastyczność w pracy z różnymi przewodowymi oraz bezprzewodowymi systemami dystrybucji (np. przewodową siecią szkieletową, która łączy ze sobą bezprzewodowe punkty dostępu).
Protokół jest przeznaczony do wymuszania unikatowych przypisań w całym rozszerzonym zestawie serwisowym (ang. Extended Service Set) oraz do bezpiecznej wymiany kontekstu bezpieczeństwa stacji (ang. station’s security context) pomiędzy aktualnym punktem dostępu oraz nowym punktem dostępu podczas przekazywania połączenia. Oparte na poziomie zabezpieczeń, klucze sesji komunikacji są rozprowadzane przez serwer RADIUS, który także zapewnia usługę mapowania pomiędzy adresami fizycznymi MAC oraz adresami logicznymi IP.

## Triggery
ang. trigger – spust, cyngiel, wywoływać, inicjować.
Standard 802.11F rozróżnia jedynie dwa wydarzenia uruchamiane przez stację mobilną przez sieć. Pierwszym jest przypisanie się stacji do określonego punktu dostępu (ang. association), drugim zmiana przypisania stacji z jednego punktu do innego. (ang. reassociation). Nie wszystkie stacje mobilne zachowują się jednak w pełni poprawnie, niektóre nie wykorzystują mechanizmów zmiany przypisania i jedynie przypisują się powtórnie do innych punktów dostępu, co czyni wymianę kontekstu bardzo trudną.
Trigger przypisania
Stacja rozgłasza, gdzie jest przypisana poprzez wysłanie pakietu IAPP Dodaj-zgłoszenie (ang. Add-notify packet). Mostki zostają „ukierunkowane” – będą przesyłać ramki tylko w odpowiednim kierunku. Dzieje się to poprzez wysłanie ramki 802.2 XID z SA takim samym, jak adres MAC stacji mobilnej.
Trigger zmiany przypisania
Następuje komunikacja ze „starym” punktem dostępu – zostaje on poinformowany o ruchu i zmianie przypisania stacji do innego punktu dostępu poprzez wysłanie do niego pakietu IAPP Zgłoszenie-ruchu (ang. MOVE-notify packet). Opcjonalnie nastąpić może wymiana informacji kontekstu pomiędzy nowym i starym punktem dostępu. Jeżeli tak się dzieje, to wysyłany jest wtedy pakiet Zgłoszenia-ruchu (ang. MOVE-notify packet) do starego punktu dostępu oraz Odpowiedź-ruchu (ang. MOVE-response packet) do nowego punktu dostępu. Mostki zostają „ukierunkowane” poprzez wysłanie ramki 802.2 XID z SA takim samym, jak adres MAC stacji mobilnej.

## Bezpieczeństwo
Protokół IAPP może pracować zarówno z, jak i bez usług bezpieczeństwa. Ich używanie jest jednak zalecane. Używanie usług bezpieczeństwa wymaga serwera RADIUS. Usługa bezpieczeństwa jest przypisywana jedynie do komunikacji między tymi dwoma stacjami, między którymi przemieszcza się stacja mobilna. Takie połączenie może zostać utrzymane przez dłuższy czas, dzięki czemu nie trzeba go ponownie tworzyć w sytuacji, kiedy stacja mobilna przemieszcza się pomiędzy tymi samymi punktami dostępu.

## Status
Zalecenie 802.11f zostało ratyfikowane oraz opublikowane w roku 2003 jako tymczasowe (ang. Trial Use Recommended Practice). 3 lutego 2006 komitet wykonawczy IEEE 802 zatwierdził jego wycofanie.